# Guyenne et Gascogne
Guyenne et Gascogne est une entreprise de la grande distribution spécialisée dans l'alimentaire, partenaire du groupe Carrefour. Guyenne et Gascogne exploitent 6 hypermarchés Carrefour (superficie totale de 29 668 m2) et 27 supermarchés Carrefour Market (superficie totale de 39 789 m2) dans le sud-ouest de la France. La société détient à parité avec Carrefour la société Sogara, propriétaire de 13 hypermarchés Carrefour de grande taille (151 000 m2 exploités) gérés commercialement par la structure nationale de Carrefour France. Enfin, par l'intermédiaire de Sogara, Guyenne et Gascogne détient une participation de 4 % dans la société espagnole Centros Comerciales Carrefour, le reste du capital étant détenu par le groupe Carrefour.

## Historique[1]
- En 1913 la société est fondée à Bayonne et gère des magasins de proximité dans le sud-ouest de la France. Son expansion commence dès 1966 où Guyenne et Gascogne s'associe avec le groupe Carrefour pour développer un réseau d'hyper et supermarchés de format moyen.
- En 1974 Guyenne et Gascogne se tourne vers l'Espagne toute proche avec le Groupe Carrefour en prenant une participation dans Centros Comerciales Carrefour.
- En 1997, le groupe poursuit son expansion avec Carrefour, en signant un contrat de franchise, pour que ses magasins en nom propre passent sous l'enseigne « Carrefour ».
- En 2009, Les magasins Champion deviennent Carrefour Market.
- En 2012, la Guyenne et Gascogne est rachetée par le groupe Carrefour à la suite d'une OPA amicale.
- En 2013, Sogara, filiale détenue avant 2012 par Carrefour et la Guyenne et Gascogne est absorbée par Carrefour Hypermarchés. La Guyenne et Gascogne reste toujours une filiale du groupe Carrefour[2].

## Filiales
Guyenne et Gascogne compte 9 filiales dans lesquelles elle a des participations directes ou indirectes qu'elle intègre à son bilan consolidé en fin d'année. C'est aussi :
- - Centros Comerciales Carrefour détenu à 8,24 % avec Carrefour
- Sogara SAS, 
  - Sogara France SAS et
  - Société Nouvelle Sogara détenue à 49,99 % avec Carrefour (0,01 % du capital est détenu par des membres de Guyenne et Gascogne et 50 % par Carrefour). Le groupe exerce 49,99 % de sa participation dans les 3 sociétés.
- Gerflo SA détenue à 100 % (gestion de terrains)
- Somafre SA détenue à 100 % (gestion de terrains)
- Sacir SAS détenue à 100 % (fonds de commerce du magasin de Villeneuve-de-Marsan),
- Aquitaine Création Investissement (participation non connue) Activité de services financiers

À noter que Guyenne et Gascogne a une participation de 20 % dans Europa Discount Sud Ouest qui est le gestionnaire des magasins Ed.

## Activités
Guyenne et Gascogne gère fin 2011 :
- 6 hypermarchés Carrefour (31 300 m2) : Saint-Jean-de-Luz, Dax, Mont-de-Marsan, Tarnos, Auch, Cahors
- 28 supermarchés Carrefour Market (44 900 m2)

Sa filiale Sogara gère :
- 13 hypermarchés Carrefour (150 700 m2)

## Gouvernance
Guyenne et Gascogne compte 11 membres à la tête de l'entreprise répartis en 15 postes différents (conseil de surveillance, d'administration et directoire) :
| Nom                           | Fonction                                  |
| ----------------------------- | ----------------------------------------- |
| Emmeline d’Audiffret-Pasquier | Présidente du conseil de surveillance     |
| Vincent Hollard               | Vice-président du conseil de surveillance |
| Alexandre Delieuze            | Membre du conseil de surveillance         |
| Jacques de Pontac             | Membre du conseil de surveillance         |

| Nom                     | Fonction                                       |
| ----------------------- | ---------------------------------------------- |
| Bertrand de Montesquiou | Président du directoire de Guyenne et Gascogne |
| Jean Boutsoque          | Directeur général, membre du directoire        |
| Marc Léguillette        | Secrétaire général, membre du directoire       |
| Christian Beau          | Membre du directoire                           |

| Nom                     | Fonction                                       |
| ----------------------- | ---------------------------------------------- |
| Bertrand de Montesquiou | Président du directoire de Guyenne et Gascogne |
| Jean Boutsoque          | Directeur général, membre du directoire        |
| Marc Léguillette        | Secrétaire général, Membre du directoire       |
| Christian Beau          | Membre du directoire                           |
| Jean-Paul Gourgues      | Directeur de la branche hypermarchés           |
| Robert Indaburu         | Directeur de la branche supermarchés           |
| Eric Martinet           | Directeur des achats et de la logistique       |

## Données boursières
- Actions cotées à la bourse de Paris
- Membre de l'indice CAC Mid 100
- Code Valeur ISIN = FR0000120289
- Valeur nominale =  euro
- Actionnaires :
  - Groupe familial Beau 20,9 %
  - Amber Master Fund SPC 16,5 %
  - Arnhold and S. Bleichroeder 7,6 %
  - Tocqueville Finance 7,5 %
  - Brown Brothers Harriman 6,7 %
  - Schroder 5,3 %
  - Richelieu Finance 5,3 %
  - Public 30,2 %

La date du retrait obligatoire des actions Guyenne et Gascogne SA. (code ISIN FR0000120289) a été fixée au 13 juin 2012. En conséquence, les actions du groupe de distribution seront radiées d'Euronext Paris le 13 juin 2012. Euroclear France procédera à la fermeture du code ISIN FR0000120289 des actions Guyenne et Gascogne SA. ainsi que des comptes des affiliés à l'issue de la journée du 13 juin 2012.
Le 14/06/2012, elle remettra aux affiliés des attestations de solde. Le retrait obligatoire portera sur les actions visées et non apportées à cette offre, soit 217.358 actions, hors prise en compte des 7.783 actions Guyenne et Gascogne d'autocontrôle détenues par la société. Ces dernières représentent 3,27% du capital et au plus 3,43% des droits de vote de Guyenne et Gascogne SA.
Conformément aux dispositions du Règlement général de l'Autorité des marchés financiers, les actions Guyenne et Gascogne SA, détenues par les actionnaires minoritaires seront transférées à Carrefour, le 13 juin 2012. Carrefour déposera alors dans un compte bloqué ouvert auprès de Société Générale Securities Services les fonds correspondant à l'indemnisation de ces titres pour une durée de 10 ans à compter du 13 juin 2012.
L'indemnisation est fixée au prix de 74,25 Euros par action net de tout frais.
A l'expiration de ce délai, les sommes non encore réclamées seront versées à la Caisse des Dépôts et Consignations et pourront être réclamées à tout moment par les intéressés sous réserve de la prescription trentenaire au bénéfice de l'Etat.
Il est rappelé que la cotation des actions Guyenne et Gascogne SA est suspendue depuis le 7 juin 2012 (inclus), et restera suspendue jusqu'au moment de la radiation, soit le 13/06/2012.